# Andrzej Piosik
Andrzej Krystian Piosik (ur. 1968) – polski ekonomista, dr hab. nauk ekonomicznych, profesor nadzwyczajny Kolegium Finansów, Katedry Rachunkowości Uniwersytetu Ekonomicznego w Katowicach.

## Życiorys
11 grudnia 1997 obronił pracę doktorską Implementacja ogólnych zasad budżetowania w przedsiębiorstwie przemysłowym, 24 listopada 2003 habilitował się na podstawie dorobku naukowego i pracy zatytułowanej Budżetowanie i kontrola budżetowa w warunkach rachunku kosztów działań. Objął funkcję profesora nadzwyczajnego w Kolegium Finansów, Katedry Rachunkowości na Uniwersytecie Ekonomicznym w Katowicach, a także w Górnośląskiej Wyższej Szkole Przedsiębiorczości im. Karola Goduli.
Piastuje stanowisko przewodniczącego kolegium w Kolegium Finansów na Uniwersytecie Ekonomicznym w Katowicach oraz był dziekanem na Wydziale Finansów i Ubezpieczeń Uniwersytetu Ekonomicznego w Katowicach i prorektorem w Akademii Ekonomicznej im. Karola Adamieckiego w Katowicach.

## Publikacje
- 2005: Ewolucja metod pomiaru dokonań finansowych ośrodków odpowiedzialnych za zwrot z inwestycji[1]
- Piosik A. (2006): Zasady rachunkowości zarządczej. PWN, Warszawa. – Podręcznik.
- 2009: Związek między rentownością i płynnością finansową na przykładzie spółek branży chemicznej W: Rachunkowość a controlling[1]
- 2013: Autorstwo rozdziałów: 1.2 Instrumenty kształtowania wyników bilansowych (s. 21–31), 3 Kształtowanie wyników bilansowych w świetle dotychczasowych badań (s. 112–132), 5 Analiza związku wdrożenia MSR/MSSF z kształtowaniem wyników bilansowych. Badanie empiryczne (s. 139–200), 6 Wdrożenie MSR/MSSF a wybrane instrumenty (s. 201–214) oraz współautorstwo rozdziałów: 1.1 Procesy kształtowania wyników bilansowych i ich podstawowe cele (s. 11–20) i 1.3 Instrumenty kształtujące wyniki grupy kapitałowej (s. 32–34)[1]
- 2013: An Assessment of the Application of Earnings Management Objectives and Instruments in Financial Reporting – Evidence of Survey Research Results[1]
- 2016: Kształtowanie wyniku finansowego podmiotów sprawozdawczych w Polsce. Diagnoza dobrej i złej praktyki w rachunkowości. Wydawnictwo Uniwersytetu Ekonomicznego w Katowicach[1]
- Piosik A. (2016): Związek między wdrożeniem MSRF nr 540 a redukowaniem praktyk wygładzania wyniku finansowego netto za pomocą odpisów z tytułu utraty wartości należności i zapasów przez podmioty sprawozdawcze w Polsce. Zeszyty Teoretyczne Rachunkowości. Tom 87 (143), s. 129–142. ISSN 1641-4381 print / ISSN 2391-677X. Doi: 10.5604/16414381.1207441
- Piosik A. (2016): Wpływ pozostałych elementów dochodu całkowitego na zmienność i trwałość dochodu całkowitego. Studia Ekonomiczne, Uniwersytet Ekonomiczny w Katowicach. Nr 298 s. 77–91. Seria: Współczesne Finanse – 2449-5611 Nr 7. P  ISSN 2083-8611.
- Piosik A. (2018): Proces sprzedaży produktów gotowych, składników aktywów trwałych oraz aktywów finansowych jednostki. W: „Podstawy rachunkowości z uwzględnieniem MSSF”. Red. Pfaff J., Strojek-Filus M. Wydawnictwa Naukowe PWN S.A., Warszawa. ISBN 978-83-01-19992-0.
- Piosik A., Strojek-Filus M., Sulik-Górecka A., Szewieczek A. (2019): Gender and Age as Determinants of Job Satisfaction in the Accounting Profession: Evidence from Poland. „Sustainability”. 11(11), 3090, https://doi.org/10.3390/su11113090
- Piosik A. (2019): Struktura własnościowa przedsiębiorstw a księgowe kształtowanie wyniku finansowego. „Zeszyty Teoretyczne Rachunkowości”, Tom 103(159), s. 135–150. ISSN 1641-4381 Doi: 10.5604/01.3001.0013.3079
- Piosik A. (2019): Determinanty rzeczowego kształtowania wyniku finansowego za pomocą kosztów ogólnego zarządu i sprzedaży. Studia Ekonomiczne. Zeszyty Naukowe Uniwersytetu Ekonomicznego w Katowicach, nr 386/2019. s. 72–83. ISSN 2083-8611. Online access: https://www.ue.katowice.pl/fileadmin/user_upload/wydawnictwo/SE_Artyku%C5%82y_381_400/SE_386/07.pdf
- Piosik A., Genge E. (2020): The Influence of a Company’s Ownership Structure on Upward Real Earnings Management. Sustainability. 2020, 12(1), 152. https://doi.org/10.3390/su12010152
- Piosik A. Genge E. (2020): Earnings management prior to mergers and acquisitions: The role of acquirers’ ownership structures. Evidence from Poland. Procedia Computer Science, Vol. 176, s. 1299–1311, https://doi.org/10.1016/j.procs.2020.09.139. Knowledge-Based and Intelligent Information & Engineering Systems: Proceedings of the 24th International Conference KES2020. CORE kat B.
- Piosik A. (2021): Revenue recognition in achieving consensus on analysts’ forecasts for revenue, operating income and net earnings: the role of implementing IFRS 15. Evidence from Poland. Procedia Computer Science, Vol. 191, s. 1560–1572, https://doi.org/10.1016/j.procs.2021.08.160. Knowledge-Based and Intelligent Information & Engineering Systems: Proceedings of the 25th International Conference KES2021. CORE kat B.
- Piosik, A. (2021): Revenue Identification in Attaining Consensus Estimates on Income Predictions: The Function of Ownership Concentration and Managerial Ownership Confirmation from Poland. Sustainability 13, no. 23: 13429. https://doi.org/10.3390/su132313429.